# مک‌آرتور ۱۳۶۲۲
سیارک ۱۳۶۲۲ (به انگلیسی: 13622 McArthur، نامگذاری:1995HY2) سیزده هزار و ششصد و بیست و دومین سیارک کشف شده‌است که در ۲۶ آوریل ۱۹۹۵ کشف شد.
قدر مطلق سیارک برابر ۲۶.۹ است.